# Shamo Quaye
Shamo Quaye  est un footballeur ghanéen né le 22 octobre 1971 à Tema et mort le 30 novembre 1997 dans la même ville. Il évoluait au poste de milieu offensif.

## Biographie

### En club
Shamo Quaye joue au Ghana, en Arabie saoudite et en Suède.
Le 30 novembre 1997, il meurt des suites d'une blessure à la tête lors d'un match improvisé pendant un congé pris dans son pays natal.

### En équipe nationale
Il est médaillé de bronze avec le Ghana lors des Jeux olympiques d'été de 1992. Il dispute 3 matchs lors du tournoi olympique.
International ghanéen, il reçoit sept sélections en équipe du Ghana entre 1992 et 1997.  Il joue notamment contre le Burundi (victoire 1-0) dans le cadre des qualifications pour la Coupe du monde 1994, et contre le Gabon pour les qualifications pour la Coupe du monde 1998.

## Carrière
- 1989-1993 :  Hearts of Oak
- 1993-1995 :  Al-Qadisiya
- 1995-1996 :  Hearts of Oak
- 1996-1997 :  Umeå FC

## Palmarès
Avec Hearts of Oak :
- Vainqueur de la Coupe du Ghana en 1989, 1994 et 1996.

Avec le Ghana :
- Médaillé de bronze aux Jeux olympiques d'été de 1992.